# Karolina Gerhardinger
Karolina Gerhardinger, in religione Maria Teresa di Gesù (Stadtamhof, 20 giugno 1797 – Monaco di Baviera, 9 maggio 1879), è stata una religiosa tedesca, fondatrice della congregazione delle Suore Scolastiche di Nostra Signora. È stata beatificata da papa Giovanni Paolo II nel 1985.

## Biografia
Fu allieva delle canonichesse di Nostra Signora, fondate da san Pietro Fourier. Nel 1809 il governo napoleonico soppresse la scuola ma Georg Michael Wittmann, futuro vescovo di Ratisbona, con l'intento di continuare la scuola, scelse tre delle migliori allieve dell'istituto (tra le quali la Gerhardinger) per prepararle all'insegnamento.
Quando la situazione politica in Baviera mutò e fu consentita la fondazione di scuole dirette da religiose, Wittmann ebbe l'idea di dare inizio a una nuova congregazione religiosa per l'insegnamento: delle tre vecchie allieve, solo la Gerhardinger si dimostrò disponibile ad aiutarlo.
La Gerhardinger emise la professione religiosa nel 1835 e prese il nome di madre Maria Teresa di Gesù. Nel 1847 trapiantò il suo istituto negli Stati Uniti d'America, dove le suore si dedicarono all'opera di assistenza ai figli degli emigrati tedeschi.
Il suo busto si trova nel Walhalla, il pantheon dei celebri di lingua tedesca a Ratisbona.

## Culto
Oltre che dalle Povere Suore Scolastiche di Nostra Signora, è onorata come fondatrice dalle omonime congregazioni di Horažďovice, di Kalocsa, di Subotica e di Zagabria.
Il 5 dicembre 1929, presso la curia arcivescovile di Monaco di Baviera, ebbe inizio il processo informativo per la beatificazione di madre Gerhardinger, che si concluse il 18 novembre 1932.
Il decreto per l'introduzione della causa di beatificazione è dell'11 luglio 1952: il processo apostolico si svolse tra il 1953 e il 1955.
Il 13 gennaio 1983 papa Giovanni Paolo II dichiarò eroiche le sue virtù.
Fu beatificata da Giovanni Paolo II il 17 novembre 1985; nella stessa cerimonia furono elevati all'onore degli altari Pio di San Luigi e Rebecca Ar-Rayès.
Il suo elogio si legge nel Martirologio romano al 9 maggio.
I suoi resti riposano a Monaco di Baviera, nella chiesa di San Giacomo (Jakobskirche), annessa alla casa-madre della sua congregazione.